# Domašín (Studená)
Domašín (německy Domaschin) je malá vesnice, část obce Studená v okrese Jindřichův Hradec v Jihočeském kraji. Nachází se na jihozápadě Moravy u historické zemské hranice Čech a Moravy, asi dva kilometry severozápadně od Studené. Prochází tudy silnice II/409. Je zde evidováno 33 adres a žije tu 59 obyvatel.
Domašín leží v katastrálním území Domašín u Studené o rozloze 2,63 km². Součástí katastrálního území Domašín jsou i tři domy samoty Nový Svět na území Čech. Do roku 1958 tyto domy (čísla popisná 31, 32 a 33) náležely ke k. ú. Zahrádky. Potom byly spolu se sedmnácti hektary půdy usnesením krajského národního výboru v Jihlavě ze dne 27. listopadu 1958 připojeny k 1. lednu 1959 ke katastrálnímu území Domašín u Studené.

## Historie
První písemná zmínka o vesnici pochází z roku 1366.

## Obyvatelstvo
| Rok            | 1869 | 1880 | 1890 | 1900 | 1910 | 1921 | 1930 | 1950 | 1961 | 1970 | 1980 | 1991 | 2001 | 2011 | 2021 |
| -------------- | ---- | ---- | ---- | ---- | ---- | ---- | ---- | ---- | ---- | ---- | ---- | ---- | ---- | ---- | ---- |
| Počet obyvatel | 154  | 162  | 159  | 175  | 173  | 165  | 169  | 111  | 133  | 119  | 103  | 93   | 83   | 71   | 59   |
| Počet domů     | 25   | 28   | 28   | 26   | 26   | 26   | 27   | 30   | 32   | 31   | 30   | 29   | 29   | 30   | 30   |

## Obecní správa
Při sčítání lidu v letech 1850–1975 Domašín byl samostatnou obcí, se kterým patřil nejprve do okresu Dačice, ale v roce 1950 v okrese Třešť a od roku 1960 v okrese Jindřichův Hradec. Od 1. ledna 1976 je částí obce Studená v okrese Jindřichův Hradec.